# Charles Shyer
Charles Richard Shyer (Los Angeles, 1941. október 11. – 2024. december 27.) Oscar-díjra jelölt amerikai filmrendező, forgatókönyvíró és filmproducer.
Filmjei nagyrészt romantikus vígjátékok: közéjük tartozik a Benjamin közlegény (1980), a Kibékíthetetlen ellentétek (1984), a Bomba bébi (1987), Az örömapa (1991) és annak 1995-ös folytatása, továbbá az Apád-anyád idejöjjön! (1998), A királyné nyakéke (2001) és az Alfie (2004).

## Filmográfia

### Film
| Év   | Magyar cím                  | Eredeti cím                  | Feladatkör | Feladatkör | Feladatkör |
| Év   | Magyar cím                  | Eredeti cím                  | Rendező    | Író        | Producer   |
| ---- | --------------------------- | ---------------------------- | ---------- | ---------- | ---------- |
| 1977 | Smokey és a bandita         | Smokey and the Bandit        | Nem        | Igen       | Nem        |
| 1978 | Várlak nálad vacsorára      | House Calls                  | Nem        | Igen       | Nem        |
| 1978 | Irány délre!                | Goin’ South                  | Nem        | Igen       | Nem        |
| 1980 | Benjamin közlegény          | Private Benjamin             | Nem        | Igen       | Igen       |
| 1984 | Kibékíthetetlen ellentétek  | Irreconcilable Differences   | Igen       | Igen       | Nem        |
| 1984 | Protokoll                   | Protocol                     | Nem        | Sztori     | Nem        |
| 1986 | Spiclik, sipirc             | Jumpin' Jack Flash           | Nem        | Igen       | Nem        |
| 1987 | Bomba bébi                  | Baby Boom                    | Igen       | Igen       | Nem        |
| 1991 | Az örömapa                  | Father of the Bride          | Igen       | Igen       | Nem        |
| 1992 | Volt egyszer egy gyilkosság | Once Upon a Crime            | Nem        | Igen       | Nem        |
| 1994 | A zűr bajjal jár            | I Love Trouble               | Igen       | Igen       | Nem        |
| 1995 | Örömapa 2.                  | Father of the Bride          | Igen       | Igen       | Nem        |
| 1998 | Apád-anyád idejöjjön!       | The Parent Trap              | Nem        | Igen       | Igen       |
| 2001 | A királyné nyakéke          | The Affair of the Necklace   | Igen       | Nem        | Igen       |
| 2004 | Alfie                       | Alfie                        | Igen       | Igen       | Igen       |
| 2011 |                             | Ieri Oggi Domani (rövidfilm) | Igen       | Igen       | Nem        |

### Televízió
| Év        | Eredeti cím          | Megjegyzések                                                                     |
| --------- | -------------------- | -------------------------------------------------------------------------------- |
| 1970      | Barefoot in the Park | forgatókönyvíró (2 epizód)                                                       |
| 1970–1975 | The Odd Couple       | - rendező (1 epizód) - forgatókönyvíró (2 epizód) - társproducer (24 epizód)     |
| 1973      | Cops                 | producer (tévéfilm)                                                              |
| 1976      | Happy Days           | forgatókönyvíró (1 epizód)                                                       |
| 1988–1989 | Baby Boom            | - sorozat megalkotója - forgatókönyvíró (3 epizód) - vezető producer (13 epizód) |
| 2006      | Him and Us           | rendező (rövidfilm)                                                              |
| 2014      | How Divine!          | rendező és producer (tévéfilm)                                                   |

## Fordítás
- Ez a szócikk részben vagy egészben  a   Charles Shyer című angol Wikipédia-szócikk ezen változatának fordításán alapul.  Az eredeti cikk szerkesztőit annak laptörténete sorolja fel. Ez a jelzés csupán a megfogalmazás eredetét és a szerzői jogokat jelzi, nem szolgál a cikkben szereplő információk forrásmegjelöléseként.